# Papilio polyxenes
Papilio polyxenes là một loài bướm thuộc họ Bướm phượng (Papilionidae). 
Loài Papilio polyxenes được mô tả năm 1775 bởi Fabricius. Loài bướm Papilio polyxenes sinh sống ở .

## Hình ảnh

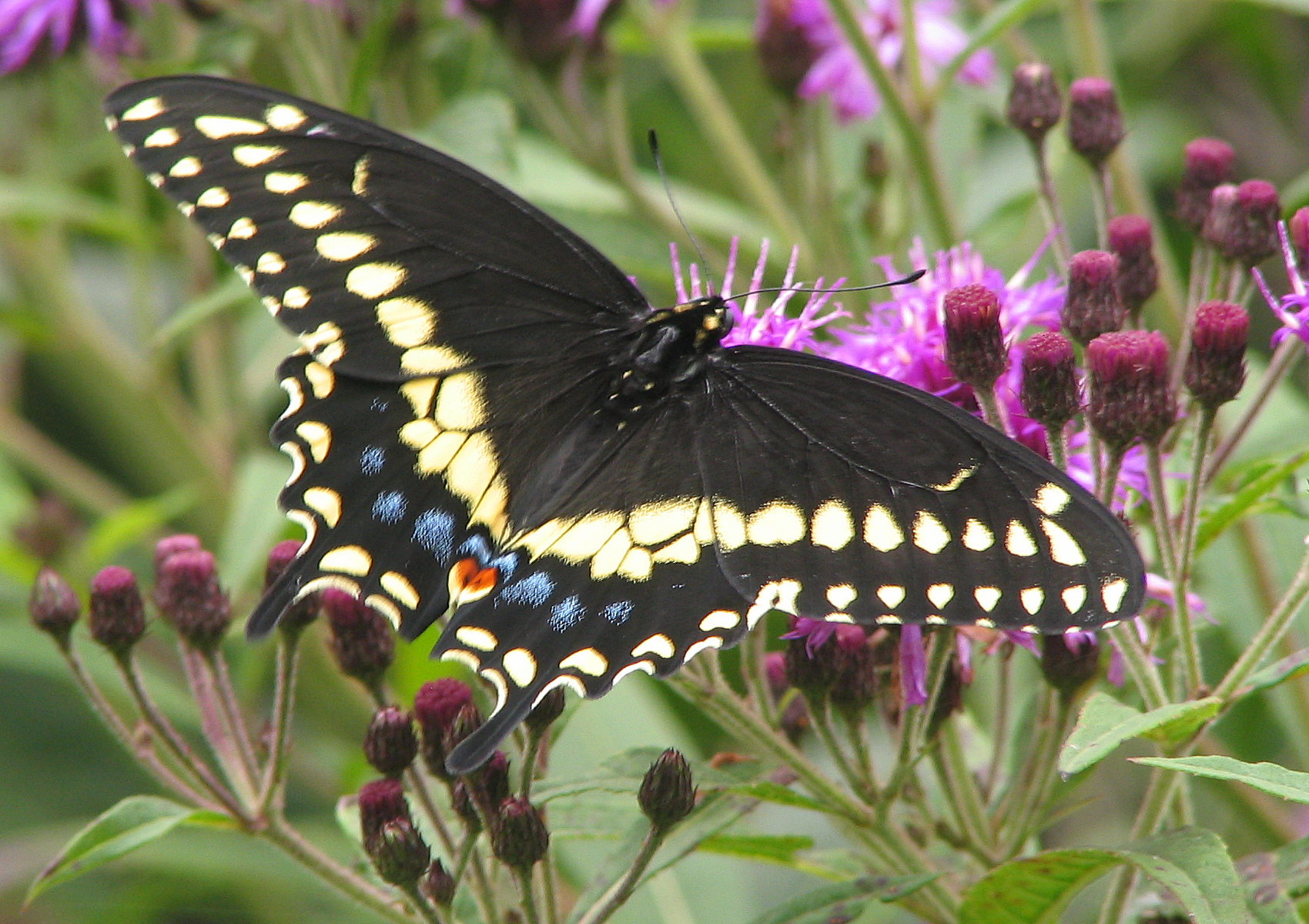
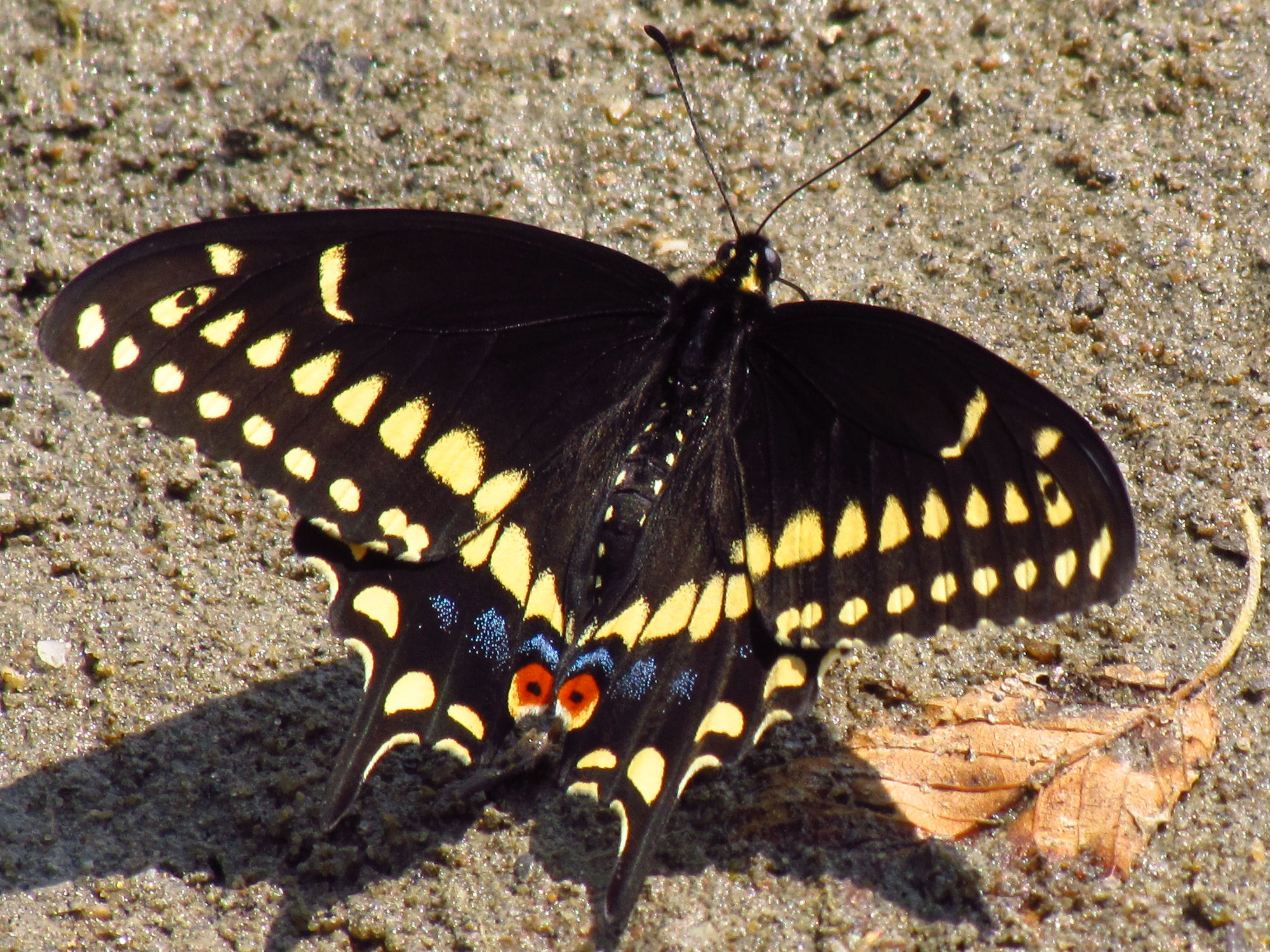
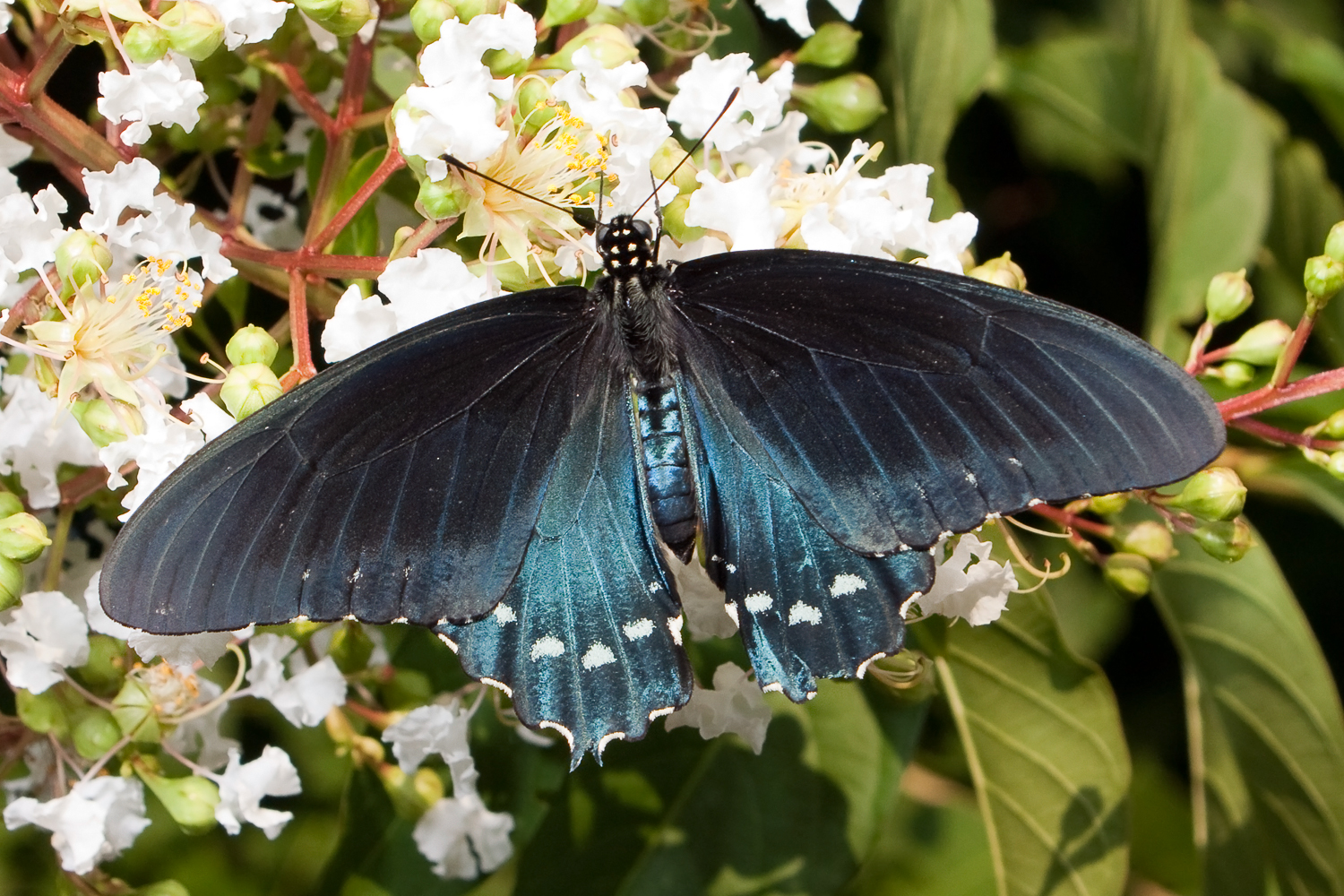
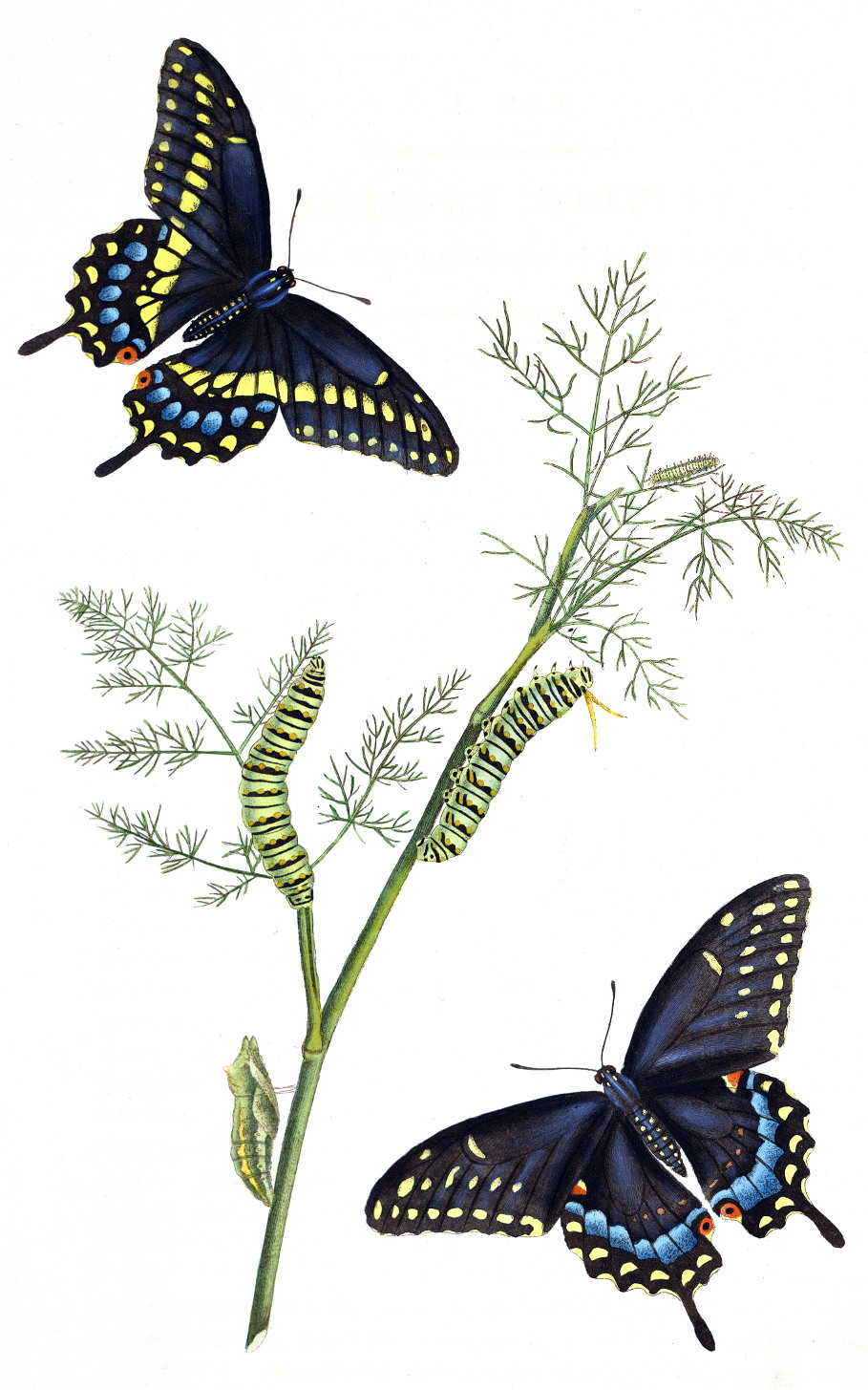